# Strophidon
Strophidon is een monotypisch geslacht van straalvinnige vissen uit de familie van de Muraenidae (Murenen).

## Soort
- Strophidon dawydoffi Prokofiev, 2020
- Strophidon dorsalis (Seale, 1917)
- Strophidon sathete Hamilton, 1822